# Île Saint-Joseph
L’île Saint-Joseph est une des îles du Salut sur la côte de la Guyane. Elle dépend de la commune de Cayenne.

## Histoire
Elle fut choisie, pendant la période du bagne, comme lieu de réclusion cellulaire, d'asile de fous et de cimetière des surveillants. Le traitement des forçats lui valut d'être surnommée « l'île du silence », « la mangeuse d'homme » ou qualifiée de « guillotine sèche ». La commission Disler fit remplacer en 1836 le chain gang par la réclusion cellulaire : cellules sans toit ou cachots dans le noir complet (dans ce dernier cas, le bagnard est allongé sur un bat-flanc muni de « barre de justice » enchaînant ses chevilles avec une manille).
Des ruines importantes y subsistent, envahies par la végétation, ce qui donne à l'endroit une ambiance très particulière.
L'île Saint-Joseph abrite la seule plage des îles du Salut sur la côte Nord. Un poste de la Légion étrangère y est établi. Aucune liaison directe n'existe depuis Kourou, mais la société maritime qui assure la liaison entre Kourou et l'île Royale propose également des navettes entre les deux îles.

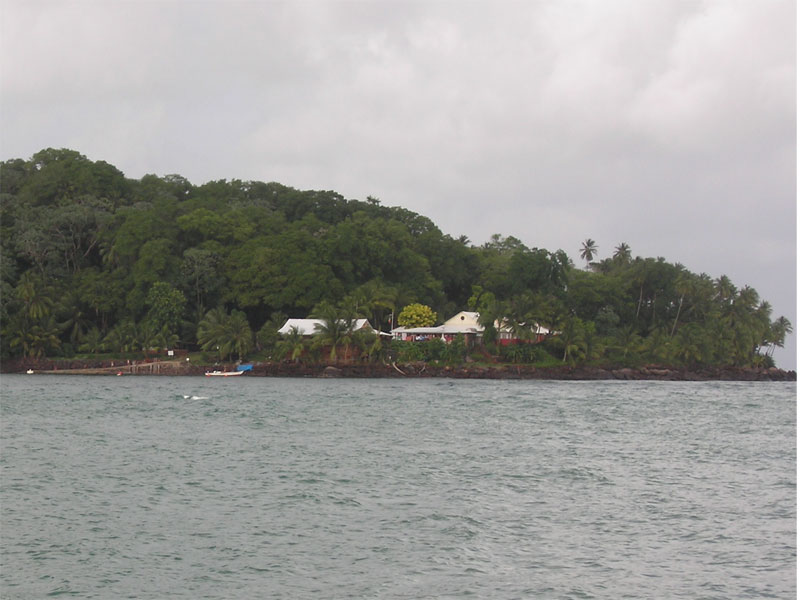
L’île Saint-Joseph.
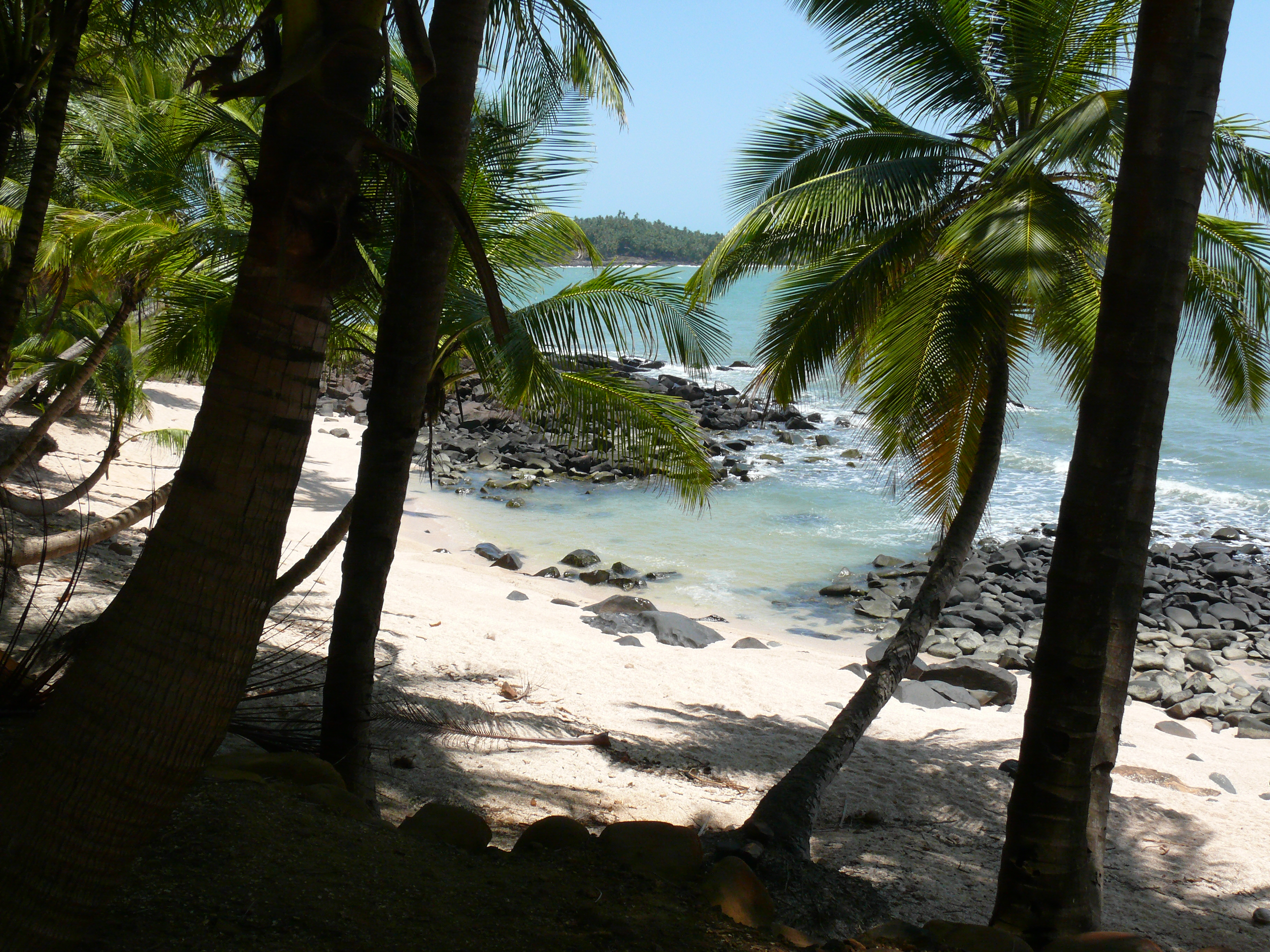
Plage de l'île Saint-Joseph.
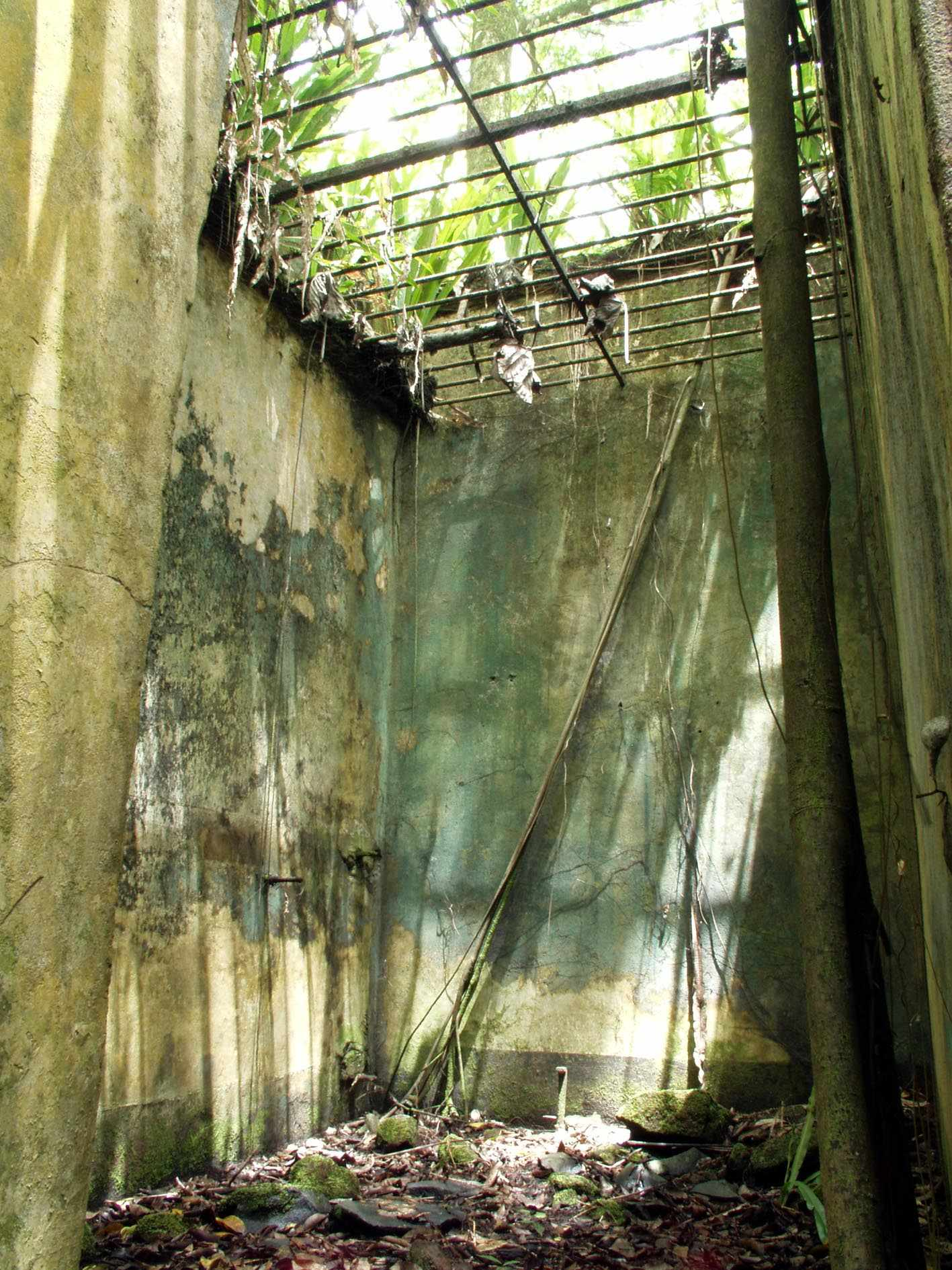
Cellule sans toit.
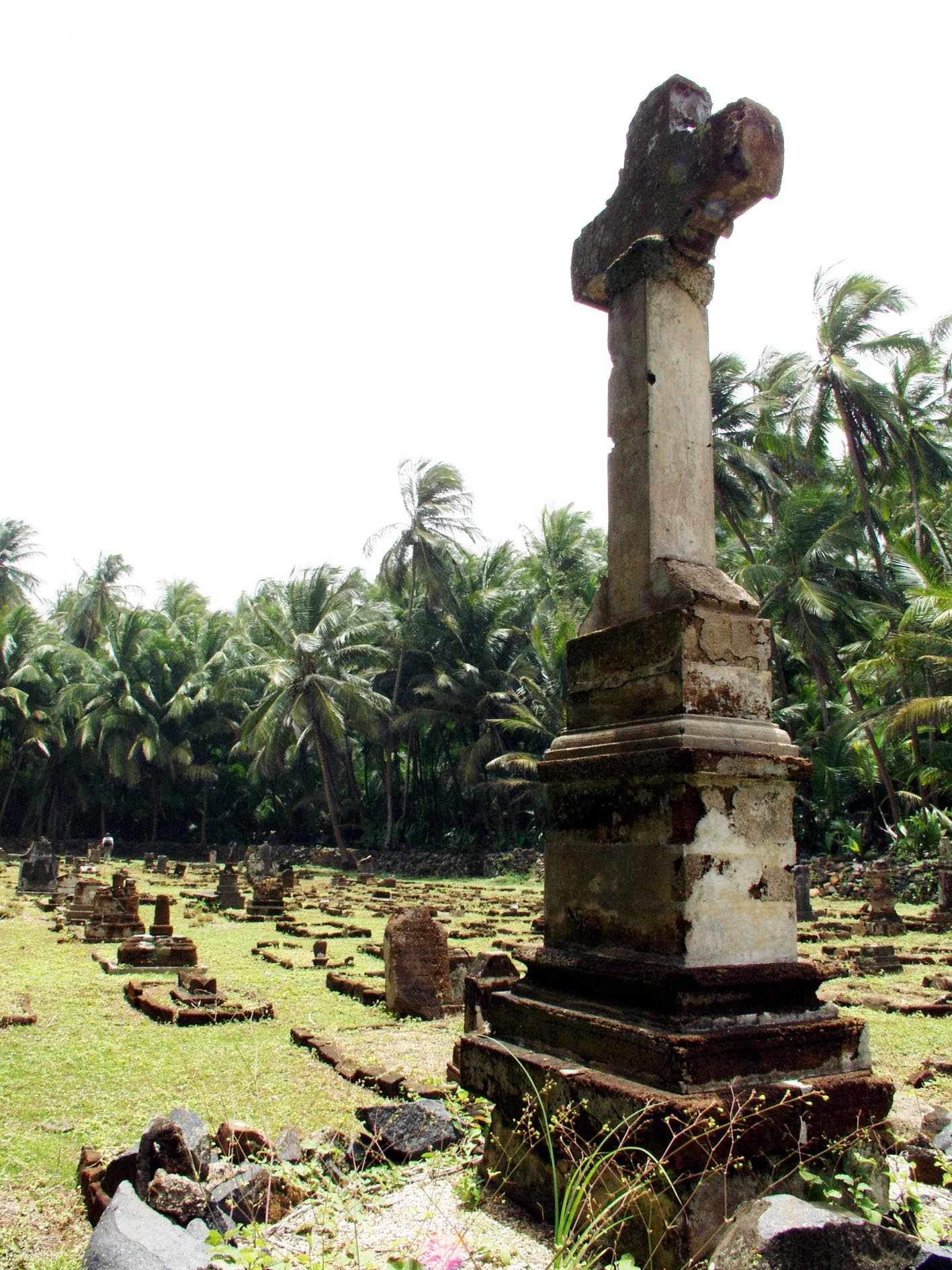
Cimetière des enfants des surveillants.
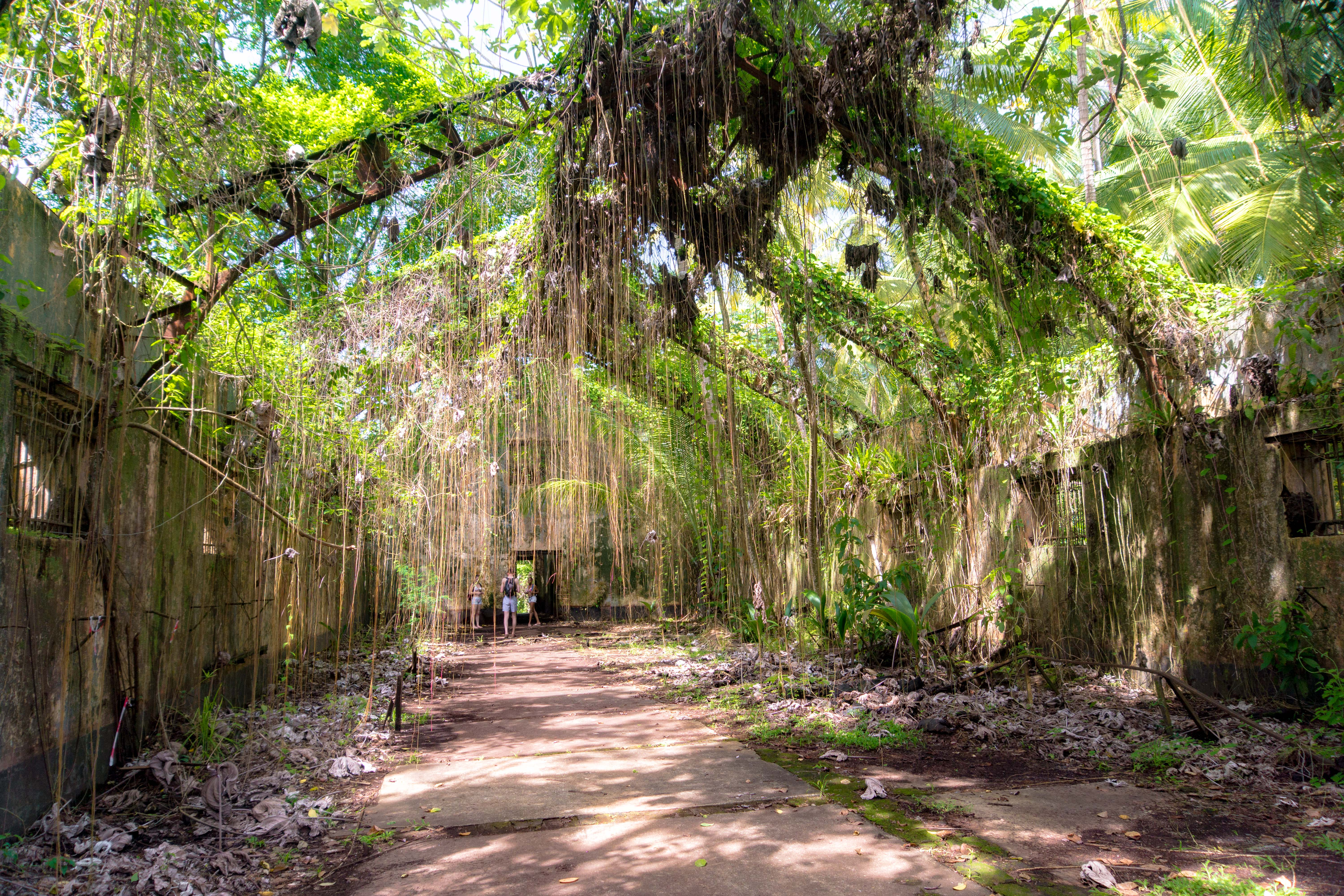
Vestiges de l'ancien bagne sur l'île.